# Nicaragua en los Juegos Olímpicos de Montreal 1976
Nicaragua estuvo representada en los Juegos Olímpicos de Montreal 1976 por un total de 15 deportistas masculinos que compitieron en 6 deportes.
El portador de la bandera en la ceremonia de apertura fue el nadador Frank Richardson. El equipo olímpico nicaragüense no obtuvo ninguna medalla en estos Juegos.